# Willdenowia (revue scientifique)
Pour le genre de plantes, voir Willdenowia (plante).
Willdenowia: Annals of the Botanic Garden and Botanical Museum Berlin-Dahlem est une revue scientifique avec comité de lecture sur les plantes, les algues et les champignons. Elle est publiée trois fois par an par le Jardin botanique de Berlin. Elle a été publiée la première fois en 1895 sous le nom Notizblatt des Königlichen Botanischen Gartens und Museums zu Berlin et a été renommée en 1954 en honneur du botaniste Carl Ludwig Willdenow (1765-1812), directeur du jardin botanique.

## Domaines couverts
Cette revue publie des articles couvrant les domaines suivants : évolution, taxonomie et nomenclature végétales, floristique et phytosociologie, mais également la phylogénie et la systématique moléculaire. Les protologues sont acceptés, mais la préférence est donnée à ceux s'appuyant sur une recherche moléculaire. Les auteurs sont alors encouragés à déposer les types nomenclaturaux à l'herbier du jardin botanique de Berlin.